# Herbert Scheibenreif
Herbert Scheibenreif (* 22. Oktober 1952 in Neunkirchen) ist ein österreichischer Musiker, Musikpädagoge, Musikproduzent, Musikmanager und Autor.

## Ausbildung
Scheibenreif studierte 1971–1979 Romanistik,  Mathematik, Philosophie und Pädagogik an der Universität Wien, wo er 1976 die Lehramtsprüfung in Französisch und Mathematik ablegte und 1979 zum Doktor der Romanistik promovierte. Er studierte Akkordeon bei Seminaren in Finnland, Frankreich, Deutschland, Polen, Spanien. 1994/95 absolvierte er ein Studienjahr an der Russischen Gnesin-Musikakademie in Moskau (Klasse von Prof. Friedrich Lips).

## Leben und Wirken
1971–89 sowie 2006–2014 absolvierte Scheibenreif als Mitglied des Wiener Akkordeon-Kammer-Ensembles zahlreiche Tourneen, u. a. nach Polen, die Niederlande, Australien und die USA. 1976 war er 1. Preisträger des österreichischen Wettbewerbs für Akkordeonsolisten in Neunkirchen und konnte sein Land von 1975 bis 77 dreimal bei internationalen Wettbewerben in Helsinki, Washington und Eindhoven vertreten. Ab 1980 (Wettbewerb in Auckland, Neuseeland) war er regelmäßig als Delegierter und Juror Österreichs bei internationalen Veranstaltungen tätig, u. a. Castelfidardo, Kopenhagen, Trossingen, Genf, London, Chicago, San Francisco, Washington, Shanghai, Harbin, Shenzhen, Moskau und Liverpool. 1985 wurde er in Paris erstmals als Propaganda Officer in das Exekutivkomitee der Confédération Internationale des Accordéonistes (CIA) gewählt, 2006 – 2018 wirkte er als CIA-Vizepräsident. Seit 2009 ist er auch 1. Vizepräsident des Harmonikaverbands Österreichs. Scheibenreif repräsentierte die  CIA beim European Music Council (EMC) in Wien (2010), Istanbul (2012), Oslo (2018) und beim International Music Council (IMC) in Paris (2019). Er organisierte Konzerte mit zahlreichen anderen Akkordeonisten.
1977 begegnete Scheibenreif dem russischen Bajanisten Friedrich Lips bei einem Seminar in Białystok (Polen), woraus sich eine rege jahrzehntelange Kooperation entwickelte. Er übersetzte zahlreiche Schriften von Lips aus der russischen in die deutsche Sprache, darunter auch dessen Bücher „Die Kunst des Bajanspiels“, „Die Kunst der Bearbeitung klassischer Musik für Akkordeon“ und „Als wäre es gestern gewesen“. Zusammen mit Lips organisierte er Seminare in verschiedenen Städten Österreichs, publizierte dessen CDs und gestaltete den Podcast „Everything Accordion“.
Scheibenreif brachte Werke von Leopold Brauneiss (Dodekaharmonia für Akkordeon solo) und Wolfgang Nening (Sechs kleine Stücke für Akkordeon und Violine, Andante con variazioni für Akkordeon und Violoncello) zur Uraufführung.
Scheibenreif ist Korrespondent von Medien wie Acco Kurier, Bulletin of IAS, Harmonika-Forum, Harmonika International, Intermusik, harmonica magazin, VAMÖ Nachrichten, Accordions Worldwide, Modern Accordion Perspectives, Accordion Life und Accordion Stars Illustrated Magazine.

## Auszeichnungen
- 2006: Silberne Nadel des HVÖ in Graz
- 2012: Russian Silver Disc in Moskau
- 2014: CIA-Merit Award in Salzburg[12]
- 2014: HVÖ-Verbandsabzeichen in Gold mit dem Wiener Akkordeon-Kammer-Ensemble
- 2016: Ehrennadel in Gold der Stadtgemeinde Neunkirchen
- 2018: Goldene Nadel des HVÖ in Angerberg
- 2018: Friend of the ATG in Chicago, IL
- 2019: Personality of the Month des Accordion Stars Illustrated Magazine, New York[13]
- 2019: Lifetime achievement award von Times Square Press, New York
- 2019: Aufnahme in die Accordion World Hall of Fame, New York
- 2020: HVÖ-Ehrenurkunde für 50-jährige Mitgliedschaft